# La marcha del golazo solitario
La marcha del golazo solitario es el noveno álbum de estudio del grupo argentino Los Fabulosos Cadillacs, lanzado en 1999. Fue galardonado con un disco de oro pero también fue el último disco en estudio hasta La luz del ritmo, nueve años después. Al igual que en los discos que lo precedieron, la banda explora diferentes estilos, incluyendo samba ("Los Condenaditos"), candombe ("Vos Sabés", "Salvador y los Cordones Flojos") y tango ("La Rosca"), además del clásico ska ("El Baile de la Mar") y rock ("Necesito una Nariz de Payaso, ¿No Me Prestás la Tuya?"). Además, el disco cuenta con la participación del pianista de tango Pablo Ziegler ("La Rosca", "57 Almas") y Fishbone ("La Marcha del Golazo Solitario"). Los sencillos fueron "La Vida" y "Vos Sabés", cuyo video fue censurado en varios países debido a la gran cantidad de desnudos que contiene pese a que la canción sencillamente está dedicada al nacimiento de un hijo.[cita requerida]
Dentro del eclecticismo sonoro del disco, ya alejados del ska de los inicios del grupo, destaca aquí sobre todo las influencias del jazz, lo cual se confirma en los temas instrumentales al final del mismo. En la reedición se incluyó una versión de "Porque yo te amo", donde exploran las sonoridades de la canción melódica de los setenta de Sandro.

## Lista de canciones[2]
1. "La Vida" (Flavio Cianciarulo) – 2:52
2. "C.J." (Vicentico) – 3:49
3. "Los Condenaditos" (Letra: Vicentico, Música: Vicentico, Gerardo Rotblat) – 5:08
4. "Cebolla, el Nadador" (Vicentico) – 4:26
5. "Vos Sabés" (Cianciarulo) – 3:13
6. "Piraña, Todos los Argentinos Somos D.T." (Cianciarulo) – 3:03
7. "El Baile de la Mar" (Fernando Ricciardi) – 3:25
8. "Roble" (Vicentico) – 3:08
9. "La Rosca" (Letra: Vicentico, Música: Vicentico, Pablo Ziegler) – 4:28
10. "La Marcha del Golazo Solitario" (Letra: Cianciarulo, Música: Cianciarulo, Angelo Moore, Norwood Fisher, Walter Kibby) Incluye un extracto de "Rhythm a Ning" (Thelonious Monk) – 5:06
11. "Águila" (Vicentico) – 3:22
12. "Salvador y los Cordones Flojos" (Cianciarulo) – 2:53
13. "Necesito una Nariz de Payaso, ¿No Me Prestás la Tuya?" (Cianciarulo) – 3:10
14. "Negra" (Cianciarulo, Rotblat) – 1:57
15. "57 Almas" (Cianciarulo) – 5:11
16. "Álamo" (Vicentico) – 1:25
17. "Porque Yo Te Amo" (Oscar Anderle, Sandro) - 4:26 Tema adicional en la reedición del disco

## Músicos[2]
- Vicentico – Voces / Piano en "La rosca", "Los condenaditos", "El baile de la mar" y "Álamo" / Órgano en "Álamo" / Vibráfono en "Cebolla, el nadador"
- Flavio Cianciarulo – Contrabajo / Bajo eléctrico Frettless y Fretted / Coros
- Mario Siperman – Piano eléctrico Fender Rodhes / Órgano Hammond / Sintetizadores / Piano
- Fernando Ricciardi – Batería / Percusión en "La Rosca", "Los Condenaditos", "El Baile de la Mar" / Coros
- Fernando Albareda – Trombón / Tuba / Flauta Traversa / Coros
- Gerardo Simón Rotblat "El Toto" – Percusión / Coros
- Ariel Minimal – Guitarra eléctrica, criolla, acústica / Coros
- Daniel Lozano – Trompeta / Flugelhorn / Coros

### Invitados
- Pablo Ziegler – Piano en "57 Almas"
- Norberto Minichillo - Vibráfono en "C.J." y "Águila" / Percusión en "Los Condenaditos"
- Walter Castro - Bandoneón en "La Rosca" y "La Vida"
- Claudio "Tano" Marcciello - Guitarra eléctrica en "Negra"
- Karl Cameron Porter - Piano acústico en "Roble" y "C.J." / Fender Rodhes en "Cebolla, el nadador" / Solo de B3 y Sintetizador de cuerdas ARP en "C.J." / Coros
- Bob Porter - Solo de trompeta en "Cebolla, el nadador"
- Darlene Koldenhoven - Coros en C.J.